# Earl of Devon
Earl of Devon ist ein erblicher britischer Adelstitel, der sechsmal in der Peerage of England verliehen wurde.
Der Titel darf nicht mit dem Titel Earl of Devonshire verwechselt werden, der als nachgeordneter Titel vom jeweiligen Duke of Devonshire getragen wird, obwohl beide Verleihungsurkunden den lateinischen Begriff Comes Devon enthalten.
Die Earls of Devon wurden unter den Tudors beargwöhnt, da einer von ihnen Katherine of York, die Tochter des englischen Königs Eduard IV. geheiratet hatte. Alle bis auf den letzten Earl wurden verurteilt, später aber wurde der Titel jeweils wiederhergestellt oder neu geschaffen. Die letzte Verleihung betraf die männlichen Verwandten des zum Earl erhobenen, nicht dessen männliche Nachkommen, wie es eigentlich üblich war. Als dieser Earl unverheiratet starb, wurde angenommen, dass der Titel erloschen sei, jedoch erstritt ein späterer Courtenay, der seine Verwandtschaft mit dem verstorbenen Earl nachweisen konnte, 1831 den Titel. In der Zwischenzeit waren die De-jure-Earls of Devon zu Baronets und Viscounts gemacht worden.
Ebenfalls war in der Zwischenzeit die Earlswürde ein zweites Mal vergeben worden, der heute zur Unterscheidung Earl of Devonshire genannt wird: erst für Charles Blount, 8. Baron Mountjoy, der keine legitimen Erben hatte, dann für die Cavendishs, heute die Dukes of Devonshire. Anders als die Dukes sind die Earls eng mit Devon verbunden. Ihr Familiensitz ist Powderham Castle bei Starcross am Fluss Exe.
Der Earl of Devon hat nicht die ursprünglichen Titel Baron Courtenay und Viscount Courtenay geerbt, sein jeweiliger Titelerbe benutzt dennoch den Höflichkeitstitel Lord Courtenay.

## Die alte Earlswürde
Der erste Earl of Devon war Baldwin de Reviers (Redvers, Revieres) aus der Familie de Redvers, Sohn von Richard de Reviers, Gründer von Twynham Abbey. Die Chronik der Abtei nennen seinen Vater ebenfalls Earl, ohne dass es dazu einen zeitgenössischen Beleg gibt, auch nicht in der Charta der Abtei, die erhalten geblieben ist. Baldwin de Redvers war ein mächtiger Adliger in Devon und auf der Isle of Wight und unter den ersten, die sich gegen König Stephan erhoben. Er bemächtigte sich Exeters, trat von Carisbrooke aus als Pirat auf und wurde aus England nach Anjou vertrieben, wo er sich Matilda von England anschloss. Sie machte ihn zum Earl of Devon, nachdem sie selbst in England an die Macht gekommen war, also vermutlich zu Beginn des Jahres 1141.
Mit William de Reviers, dem 5. Earl (und Sohn des 1. Earl), begannen die Schwierigkeiten mit der Nachfolge. Sein Sohn Baldwin starb im Alter von 16 Jahren am 1. September 1216, war aber bereits verheiratet. Seine Frau war zu diesem Zeitpunkt mit dem 6. Earl schwanger. König Johann Ohneland zwang sie, Falkes de Bréauté zu heiraten. 1224, nach dem Fall von Bedford Castle, wurde sie geschieden, so als habe die Ehe niemals wirklich bestanden; in verschiedenen Berichten wird sie fälschlicherweise als Countess of Devon geführt. Mary, die jüngste Tochter des 5. Earl, heiratete Pierre de Préaux und nach dessen Tod Robert de Courtney aus der Familie Courtenay.
Der 7. Earl starb 1262 ohne Nachkommen; seine Schwester war die Witwe von William de Forz, und wurde nun Countess of Devon aus eigenem Recht. Ihre Kinder starben vor ihr, Enkel hatte sie nicht.
Ihr Besitz ging an Hugh de Courtney, Urenkel von Mary und Robert de Courtney. Dieser wurde am 6. Februar 1299 durch Writ of Summons ins Parlament berufen, dadurch zum erblichen Baron Courtenay erhoben. 1335 wurde auch der Titel Earl of Devon für ihn neu geschaffen. Teilweise wird diese Neuschaffung auch als Bestätigung der Earlswürde von 1141 betrachtet und Hugh entsprechend als 9. Earl gezählt.
Drei der acht Söhne des 2. Earl hatten Nachkommen, ein weiterer, William Courtenay, war Erzbischof von Canterbury und Lordkanzler. Sir Hugh de Courtenay (1327–1349) war eines der Gründungsmitglieder des Hosenbandordens (Order of the Garter), er und sein einziger Sohn starben vor dem Earl. Sir Edward de Courtenay, der dritte Sohn, starb ebenfalls früh, hinterließ aber zwei Söhne, Edward, den 11. Earl, und Hugh. Ein weiterer Sohn war Philip de Courtenay, der von seinem Vater Powderham vererbt bekam, und ebenfalls Nachkommen hatte.
Der 6. Earl kämpfte in der Schlacht von Towton auf der Seite des Hauses Lancaster, bei den Verlierern. Er wurde gefangen genommen, wegen Hochverrats verurteilt und geköpft.
Die Sieger machten nun Humphrey Stafford, einen entfernten Verwandten des Earl of Stafford, zu ihrem Vertreter im West Country. Am 17. Mai 1469 wurde er zum Earl of Devon ernannt – für drei Monate. Er wurde in den Kampf gegen Robin of Redesdale geschickt, einen von Warwicks Kommandeuren, ebenfalls gefangen genommen und in Bridgwater am 17. August 1469 hingerichtet. Er hatte keine Kinder, der Titel erlosch.
Nach Warwicks Sieg wurde der Titel zweiter Verleihung für John Courtenay wiederhergestellt, einen Bruder des 6. Earls. Als Eduard IV. im Jahr darauf wieder die Oberhand gewann, wurde diese Verleihung rückgängig gemacht. Der 7. Earl starb kinderlos auf der Seite der Verlierer der Schlacht von Tewkesbury einige Wochen später.

## Tudor Earls
Sir Edward Courtenay, Großneffe des 3. Earls zweiter Verleihung, stand in der Schlacht von Bosworth auf der Seite der Sieger, und wurde im gleichen Jahr noch zum Earl of Devon ernannt, dann vom Parlament Richards III. angeklagt, 1485 aber wieder in die vorherigen Ehren eingesetzt – wobei nicht klar ist, welche diese Ehren waren, jedoch anzunehmen ist, dass der Titel des Earl of Devon darunter war. Er starb 1509.
William Courtenay, sein einziger Sohn, heiratete um 1495 Katherine of York, die jüngere Tochter Eduards IV., was ihm das Misstrauen König Heinrichs VII. einbrachte, der ihn 1503 einsperrte und 1504 (ohne Beweis) wegen Komplizenschaft mit Edmund de la Pole, 3. Duke of Suffolk verurteilte. Er bekam somit nicht den Titel seines Vaters, wurde aber unter König Heinrich VIII. teilweise begnadigt. Die Rückgabe von Titel und Besitz war noch nicht vollzogen, als er im Juni 1511 plötzlich verstarb.
Henry Courtenay, sein einziger überlebender Sohn, erbte die Titel seines Vaters. 1512 wurde die Verurteilung seines Vaters rückgängig gemacht, so dass er der Erbe seines Großvaters wurde. 1525 wurde er Marquess of Exeter. 1538 wurde er wegen Verschwörung mit den Poles und den Nevilles gegen Thomas Cromwell, 1. Earl of Essex, verurteilt hingerichtet, womit auch alle Titel verfielen.
Edward Courtenay, sein einziger überlebender Sohn, saß 15 Jahre im Tower of London, von der Verhaftung seines Vaters bis zum Regierungsantritt der Königin Maria I. 1553: nun wurde er freigelassen und zum Earl of Devon ernannt (mit dem Erbrecht für seine männlichen Verwandten, siehe oben). Er wurde als Katholik der Königin zum Ehemann vorgeschlagen, von ihr aber abgelehnt (sie heiratete dann den spanischen Prinzen Philipp). Edward wurde in den Aufstand des Thomas Wyatt verwickelt und daher erneut in den Tower gesperrt. 1555 durfte er nach Italien ausreisen, er starb im Jahr darauf in Padua. Mit seinem Tod, unverheiratet und ohne Nachkommen, war die männliche Linie von Sir Edward de Courtenay erloschen und damit die Earlswürde – so wurde angenommen.

## Interregnum
Da es keinen Earl of Devon mehr gab, ernannte König Jakob I. 1603 Charles Blount, 8. Baron Mountjoy, dessen Tante die Mutter des letzten Earls war, zum neuen Earl of Devon. Auch er starb drei Jahre später ohne legitime Erben, woraufhin der König den Titel an William Cavendish, 1. Baron Cavendish verlieh, oder genauer: verkaufte.
In der Zwischenzeit hatten die Erben von Sir Philip de Courtenay of Powderham unauffällig als Landadlige unter den Tudors gelebt. Sie wurden 1645, während des Englischen Bürgerkriegs zu Baronets ernannt, und erhielten 1762 den Titel eines Viscount Courtenay zehn Tage vor dem Tod des ersten Viscount.
1831 lebte William Courtenay, 3. Viscount Courtenay, auf der Flucht von einer Anklage in Paris. Sollte er ohne legitime Nachkommen sterben, wäre der Titel Viscount erloschen, die Baronie an einen anderen William Courtenay gegangen, der Hilfsschreiber im Parlament war.
Dieser Parlamentsangestellte konnte jedoch 1831 das Committee for Privileges and Conduct des House of Lords davon überzeugen, dass bei der letzten Verleihung der Begriff "heir male" als "heir male collateral" auszulegen sei, der in Paris lebende Viscount somit der 9. Earl of Devon und dessen Ahnen de iure Earls of Devon bis zurück auf 1556 seien. William Courtenay, der Schreiber, folgte dann 1835 seinem Verwandten als 10. Earl, von ihm stammen die späteren Earls von Devon ab. (John Nichols Thom beanspruchte 1832, "Sir William Courtenay" zu sein und damit Rechte auf die Earlswürde zu haben; er organisierte 1838 einen Bauernaufstand außerhalb Canterburys, bei dessen Unterdrückung er erschossen wurde).
Die Unzulänglichkeit, seit 1831 zwei Earls zum selben County zu haben, wurde dadurch geregelt, dass die Cavendish-Earls, die 1694 zu Dukes erhoben worden waren, sich Duke of Devonshire nannten, was nun rückwirkend auch auf die früheren Earls der Linie angewandt wurde: Es ist üblich geworden, Charles Blount, den Earl von 1603 bis 1606, ebenfalls als Earl of Devonshire zu bezeichnen.

## Liste der Earls of Devon

### Earls of Devon, erste Verleihung (1141)
- Baldwin de Redvers, 1. Earl of Devon (um 1095–1155)
- Richard de Redvers, 2. Earl of Devon († 1162)
- Baldwin de Redvers, 3. Earl of Devon († 1188)
- Richard de Redvers, 4. Earl of Devon († um 1193)
- William de Redvers, 5. Earl of Devon († 1217)
- Baldwin de Redvers, 6. Earl of Devon (1217–1245)
- Baldwin de Redvers, 7. Earl of Devon (1236–1262)
- Isabel de Redvers, 8. Countess of Devon (1237–1293)

### Earls of Devon, zweite Verleihung (1335)
- Hugh de Courtenay, 1. Earl of Devon (1276–1340)
- Hugh de Courtenay, 2. Earl of Devon (1303–1377)
- Edward de Courtenay, 3. Earl of Devon (1357–1419)
- Hugh de Courtenay, 4. Earl of Devon (1389–1422)
- Thomas de Courtenay, 5. Earl of Devon (1414–1458)
- Thomas Courtenay, 6. Earl of Devon (1432–1461), (Titel verwirkt 1461)
- John Courtenay, 7. Earl of Devon (1435–1471), (Titel wiederhergestellt 1470; erloschen 1471)

### Earls of Devon, dritte Verleihung (1469)
- Humphrey Stafford, 1. Earl of Devon (1439–1469), (verliehen Mai 1469; erloschen August 1469)

### Earls of Devon, vierte Verleihung (1485)
- Edward Courtenay, 1. Earl of Devon († 1509), (erloschen mit seinem Tod durch die Verurteilung seines Sohnes; wiederhergestellt 1512 für seinen Enkel)

### Earls of Devon, fünfte Verleihung (1511)
- William Courtenay, 1. Earl of Devon (1475–1511), (verurteilt 1504; wieder eingesetzt 1511; neue Verleihung zwei Tage später; starb im Monat darauf ohne Investitur, wurde aber als Earl begraben.)
- Henry Courtenay, 1. Marquess of Exeter, 2. Earl of Devon (1498–1539), (Erbe der 3. und 4. Verleihung nach 1512; Titel verwirkt 1538/9)

### Earls of Devon, sechste Verleihung (1553)
- Edward Courtenay, 1. Earl of Devon (1527–1556) (Titel ruht ab 1556)
- William Courtenay, de iure 2. Earl of Devon (1529–1557)
- William Courtenay, de iure 3. Earl of Devon (1553–1630)
- Francis Courtenay, de iure 4. Earl of Devon (1576–1638)
- Sir William Courtenay, 1. Baronet, de iure 5. Earl of Devon (1628–1702)
- Sir William Courtenay, 2. Baronet, de iure 6. Earl of Devon (1675–1735)
- William Courtenay, 1. Viscount Courtenay, de iure 7. Earl of Devon (1709/1710–1762)
- William Courtenay, 2. Viscount Courtenay, de iure 8. Earl of Devon (1742–1788)
- William Courtenay, 9. Earl of Devon, 3. Viscount Courtenay (1768–1835) (Earlstitel 1831 bestätigt)
- William Courtenay, 10. Earl of Devon (1777–1859)
- William Reginald Courtenay, 11. Earl of Devon (1807–1888)
- Edward Baldwin Courtenay, 12. Earl of Devon (1836–1891)
- Henry Hugh Courtenay, 13. Earl of Devon (1811–1904)
- Charles Pepys Courtenay, 14. Earl of Devon (1870–1927)
- Henry Hugh Courtenay, 15. Earl of Devon (1872–1935)
- Frederick Leslie Courtenay, 16. Earl of Devon (1875–1935)
- Charles Christopher Courtenay, 17. Earl of Devon (1916–1998)
- Hugh Rupert Courtenay, 18. Earl of Devon (1942–2015)
- Charles Peregrine Courtenay, 19. Earl of Devon (* 1975)

Titelerbe (Heir apparent) ist der Sohn des aktuellen Titelinhabers, Jack Haydon Langer Courtenay, Lord Courtenay (* 2009).